# Simulium adersi
Simulium adersi es una especie de insecto del género Simulium, familia Simuliidae, orden Diptera.
Fue descrita científicamente por Pomeroy en 1922.